# Хитрешты
Хитрешты (рум. Hitreşti, Хитрешть) — село в Фалештском районе Молдавии. Наряду с сёлами Старая Сарата и Новая Сарата входит в состав коммуны Старая Сарата.

## География
Село расположено на высоте 98 метров над уровнем моря.

## Население
По данным переписи населения 2004 года, в селе Хитрешть проживает 589 человек (278 мужчин, 311 женщина).
Этнический состав села:
| Национальность | Число жителей | Процентный состав |
| -------------- | ------------- | ----------------- |
| украинцы       | 304           | 51.61             |
| молдаване      | 259           | 43.97             |
| русские        | 19            | 3.23              |
| гагаузы        | 4             | 0.68              |
| румыны         | 2             | 0.34              |
| прочие         | 1             | 0.17              |
| Всего          | 589           | 100%              |